# Badminton World Cup 1984
Der Badminton World Cup 1984 fand vom 18. bis zum 23. September 1984 im Istora Senayan in Jakarta statt. Das Preisgeld betrug 118.000 US-Dollar.

## Sieger und Platzierte
| Disziplin    | Gold                              | Silber                        | Bronze                           |
| ------------ | --------------------------------- | ----------------------------- | -------------------------------- |
| Herreneinzel | Han Jian                          | Yang Yang                     | Liem Swie King                   |
| Herreneinzel | Han Jian                          | Yang Yang                     | Hastomo Arbi                     |
| Dameneinzel  | Li Lingwei                        | Han Aiping                    | Qian Ping                        |
| Dameneinzel  | Li Lingwei                        | Han Aiping                    | Ivanna Lie                       |
| Herrendoppel | Liem Swie King Hariamanto Kartono | Li Yongbo Tian Bingyi         | Razif Sidek Jalani Sidek         |
| Herrendoppel | Liem Swie King Hariamanto Kartono | Li Yongbo Tian Bingyi         | Christian Hadinata Hadibowo      |
| Damendoppel  | Lin Ying Wu Dixi                  | Wu Jianqiu Xu Rong            | Gillian Clark Nora Perry         |
| Damendoppel  | Lin Ying Wu Dixi                  | Wu Jianqiu Xu Rong            | Li Lingwei Gillian Gilks         |
| Mixed        | Thomas Kihlström Nora Perry       | Christian Hadinata Ivanna Lie | Martin Dew Gillian Gilks         |
| Mixed        | Thomas Kihlström Nora Perry       | Christian Hadinata Ivanna Lie | Hariamanto Kartono Imelda Wiguna |

## Finalergebnisse
| Disziplin    | Sieger                            | Finalist                      | Ergebnis           |
| ------------ | --------------------------------- | ----------------------------- | ------------------ |
| Herreneinzel | Han Jian                          | Yang Yang                     | 15-12, 15-10       |
| Dameneinzel  | Li Lingwei                        | Han Aiping                    | 10-12, 11-4, 11-7  |
| Herrendoppel | Liem Swie King Hariamanto Kartono | Li Yongbo Tian Bingyi         | 15-8, 15-1         |
| Damendoppel  | Lin Ying Wu Dixi                  | Wu Jianqiu Xu Rong            | 15-6, 7-15, 15-7   |
| Mixed        | Thomas Kihlström Nora Perry       | Christian Hadinata Ivanna Lie | 15-18, 15-13, 15-8 |

## Halbfinalresultate
| Disziplin    | Sieger                            | Gegner                           | Ergebnis           |
| ------------ | --------------------------------- | -------------------------------- | ------------------ |
| Herreneinzel | Han Jian                          | Liem Swie King                   | 17-14, 15-13       |
| Herreneinzel | Yang Yang                         | Hastomo Arbi                     | 15-8, 15-8         |
| Dameneinzel  | Li Lingwei                        | Qian Ping                        | 11-7, 11-8         |
| Dameneinzel  | Han Aiping                        | Ivanna Lie                       | 12-11, 6-11, 11-7  |
| Herrendoppel | Li Yongbo Tian Bingyi             | Razif Sidek Jalani Sidek         | 15-9, 15-1         |
| Herrendoppel | Liem Swie King Hariamanto Kartono | Christian Hadinata Hadibowo      | 15-13, 15-10       |
| Damendoppel  | Wu Jianqiu Xu Rong                | Gillian Clark Nora Perry         | 12-15, 15-9, 15-10 |
| Damendoppel  | Lin Ying Wu Dixi                  | Li Lingwei Gillian Gilks         | 15-3, 15-7         |
| Mixed        | Christian Hadinata Ivanna Lie     | Martin Dew Gillian Gilks         | 4-15, 15-3, 15-10  |
| Mixed        | Thomas Kihlström Nora Perry       | Hariamanto Kartono Imelda Wiguna | 18-16, 15-7        |